# 布索 (坎波巴索省)

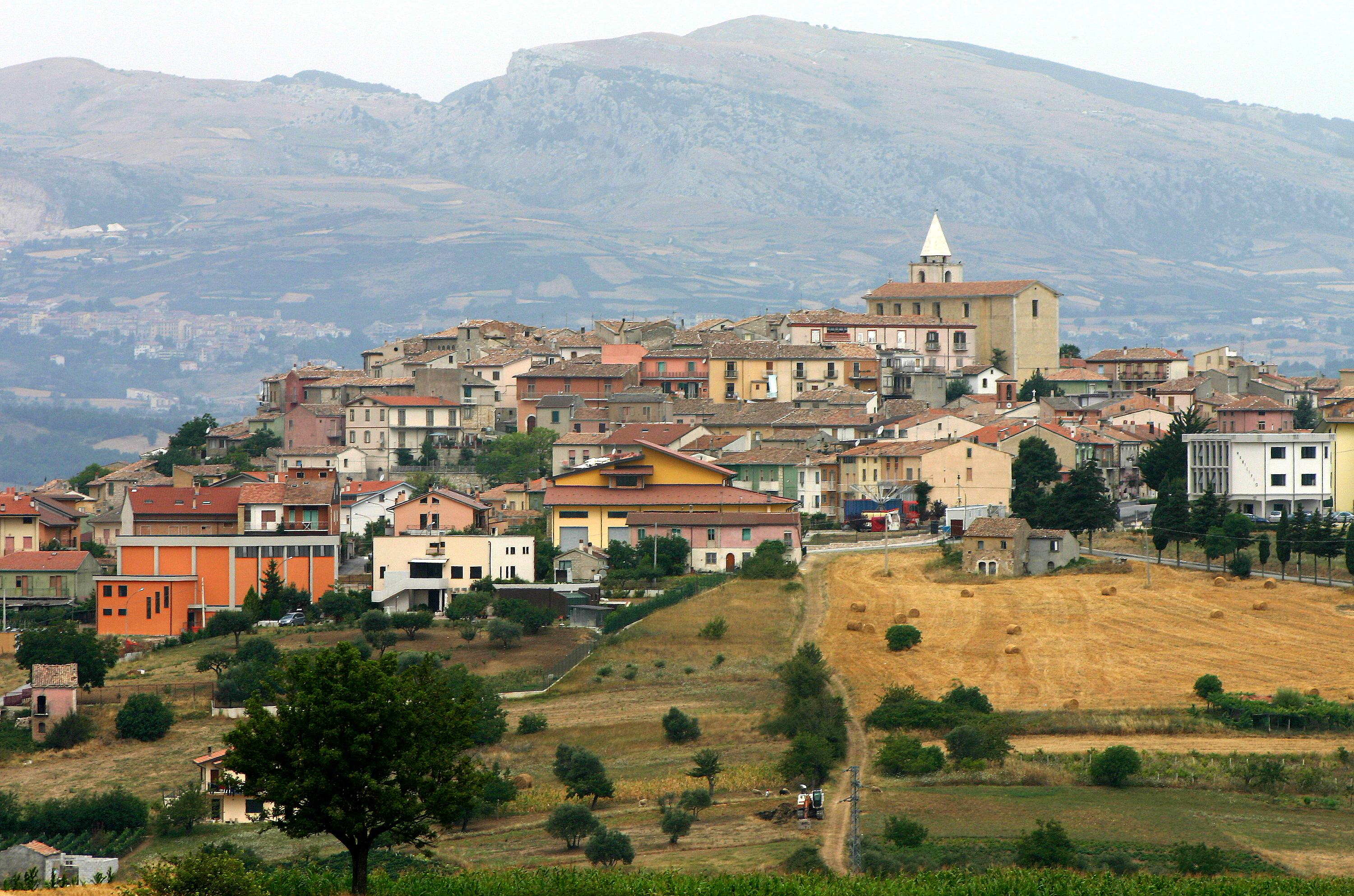
全景图

布索（義大利語：Busso）是意大利莫利塞大区坎波巴索省的市镇，位于省会坎波巴索西边约10公里处。面积为24平方公里，人口数量为1,216人（2017年）。